# Distrito electoral local 9 de Yucatán
El Distrito electoral local 9 del Estado de Yucatán es uno de los 21 distritos electorales locales en los que se encuentra dividido el territorio del estado de Yucatán. Los habitantes de esta circunscripción electoral votan en las elecciones locales de la entidad para elegir a su representante que integrará un escaño el Congreso del Estado de Yucatán. Tras la redistritación electoral local de 2022, el distrito abarca la zona septentrional del municipio de Mérida y sus comisarías.

## Naturaleza jurídica
La Constitución Política del Estado de Yucatán estipula en su artículo 20 párrafo primero lo siguiente:

El Congreso del Estado de Yucatán se compondrá de treinta y cinco diputadas y diputados, observando el principio de paridad de género conforme a las normas aplicables, que serán electos popularmente cada tres años, de los cuales, veintiuno serán electos por el principio de mayoría relativa y los restantes, por el de representación proporcional, mediante el procedimiento que la ley establezca. Por cada Diputada o Diputado propietario de mayoría relativa, se elegirá un suplente.

## Distritación actual
De acuerdo al Consejo General del Instituto Nacional Electoral, en el año 2022 se aprobó la redistritación electoral local del Estado de Yucatán. Lo anterior complementa una reforma que se realizó el mismo año a la Constitución de Yucatán, en la que aumentó el número de legisladores del congreso del Estado de 25 a 35 en total, siendo 21 de ellos electos por el principio de mayoría relativa.
Actualmente, el distrito electoral local 9 se localiza parcialmente dentro del territorio del municipio de Mérida, siendo su cabecera la ciudad homónima, mismo que surtirá efectos para las elecciones federales y elecciones estatales ambas a celebrarse el 2 de junio de 2024.

### Secciones electorales
A partir de la redistritación local del 2022, un total de 18 secciones electorales son las que abarca el distrito 9, los cuales son las siguientes:
| Municipio | Clave de municipio | Total de secciones | Secciones electorales                              |
| --------- | ------------------ | ------------------ | -------------------------------------------------- |
| Mérida    | 050                | 18                 | 0629 a 0636, 0638 a 0643, 0646, 0647, 1159 y 1160. |

## Diputaciones por el distrito
Esta es la lista de las y los diputados que han representado al distrito electoral en las legislaturas del Congreso del Estado de Yucatán, desde el año 1998:
| Diputado                    | Grupo parlamentario | Legislatura | Periodo   |
| --------------------------- | ------------------- | ----------- | --------- |
| Luis Emir Castillo Palma    |                     | LV          | 1998-2001 |
| María Teresa Rodríguez Gil  |                     | LVI         | 2001-2004 |
| Leandra Moguel Lizama       |                     | LVII        | 2004-2007 |
| Julio Edgardo Garrido Rojas |                     | LVIII       | 2007-2010 |
| Daniel Zacarías Martínez    |                     | LIX         | 2010-2012 |
| Luis Ernesto Martínez Ordaz |                     | LX          | 2012-2015 |
| María Ester Alonzo Morales  |                     | LXI         | 2015-2018 |
| Lila Rosa Frías Castillo    |                     | LXII        | 2018-2021 |
| Erik José Rihani González   |                     | LXIII       | 2021-2024 |